# Nelson Parraguez
Nelson Rodrigo Parraguez Romero (ur. 5 kwietnia 1971 w Santiago) – piłkarz chilijski grający na pozycji defensywnego pomocnika.

## Kariera klubowa
Parraguez urodził się w Santiago i tam też rozpoczął karierę piłkarską w klubie CD Universidad Católica. W jego barwach zadebiutował w 1991 roku w lidze chilijskiej. W tym samym roku osiągnął z zespołem Universidad swój pierwszy sukces, którym było zdobycie Pucharu Chile. W 1993 roku dotarł wraz z partnerami do finału Copa Libertadores, jednak Chilijczycy przegrali w dwumeczu z brazylijskim São Paulo Futebol Clube (1:5, 2:0). Z kolei w 1994 roku Nelson zdobył Copa Interamericana. W 1995 roku znów zdobył krajowy puchar, a w 1997 roku – swoje pierwsze mistrzostwo Chile.
Na początku 2001 roku Parraguez wyjechał do Meksyku. Został piłkarzem klubu Necaxa Aguascalientes, ale był tam tylko rezerwowym. W fazie Invierno rozegrał 8 spotkań, a w fazie Verano – 5. W 2002 roku wrócił do Universidad Católica i wywalczył mistrzostwo fazy Apertura. Latem trafił do argentyńskiego Nueva Chicago ze stolicy kraju, Buenos Aires. Po rozegraniu 13 spotkań powrócił do Universidad i grał tam do końca 2004 roku. Wtedy też zakończył piłkarską karierę.

## Kariera reprezentacyjna
W reprezentacji Chile Parraguez zadebiutował 9 kwietnia 1991 roku w przegranym 0:1 towarzyskim spotkaniu z Meksykiem. W tym samym roku po raz pierwszy znalazł się w drużynie Chile na Copa América. Zaliczył także turnieje Copa América 1995 oraz Copa América 2001. W 1998 roku został powołany przez Nelsona Acostę do kadry na Mistrzostwa Świata we Francji. Na tym turnieju był podstawowym zawodnikiem Chile i zagrał we wszystkich grupowych meczach: z Włochami (2:2), z Austrią (1:1) i z Kamerunem (1:1). Ostatni mecz w reprezentacji rozegrał w 2001 roku. W kadrze narodowej zagrał 52 razy.